# Апт (Франция)
Апт (фр. Apt, окс. At/Ate) — город и коммуна на юго-востоке Франции в регионе Прованс — Альпы — Лазурный Берег, департамент Воклюз, округ Апт, кантон Апт.

## История
Апт был основан галлами. В 125 году до н. э. разрушен римлянами, восстановлен Юлием Цезарем, после чего стал известен под именем Апта Юлия (Apta Julia). В III веке в городе основано епископство (ликвидировано в XVIII веке). После падения империи многократно разорялся. В Средние века восстановлен графами Прованса, которые построили в городе оборонительные сооружения.

## Географическое положение
Город расположен в 60 километрах на восток от Авиньона — административного центра (префектуры). Самый большой населённый пункт горного массива Люберон. Город стоит на реке Калавон, притоке Дюранса. Население — 11 158 человек (2007 год).
Площадь коммуны — 44,57 км², население — 11 229 человек (2006) с тенденцией к стабилизации: 11 979 человек (2012), плотность населения — 268,8 чел/км².

## Демография
Население коммуны в 2011 году составляло 12 117 человек, а в 2012 году — 11 979 человек.
| 1962 | 1968 | 1975  | 1982  | 1990  | 1999  | 2006  | 2010  | 2011  | 2012  |
| ---- | ---- | ----- | ----- | ----- | ----- | ----- | ----- | ----- | ----- |
| 7466 | 9623 | 11288 | 11496 | 11506 | 11172 | 11229 | 11755 | 12117 | 11979 |

Динамика населения:

## Экономика
Основа экономики — сельское хозяйство и пищевая промышленность. Основные продукты — вино, мёд, трюфели и фрукты; а также продукты их переработки.

## Достопримечательности
Главная достопримечательность города — Собор Святой Анны, бывший кафедральный собор. Церковь на этом месте существовала с первых веков христианства, новое здание начали строить в 1056 году, но окончательно оно было завершено только в XVII веке. Церковь Святой Анны одна из трёх церквей в авиньонской архиепархии, носящая почётный статус «малой базилики»
В городе и окрестностях найдено много артефактов римской эпохи. Мост Понт-Жюльен, пересекающий Калавон ниже города, датируется I веком н. э.

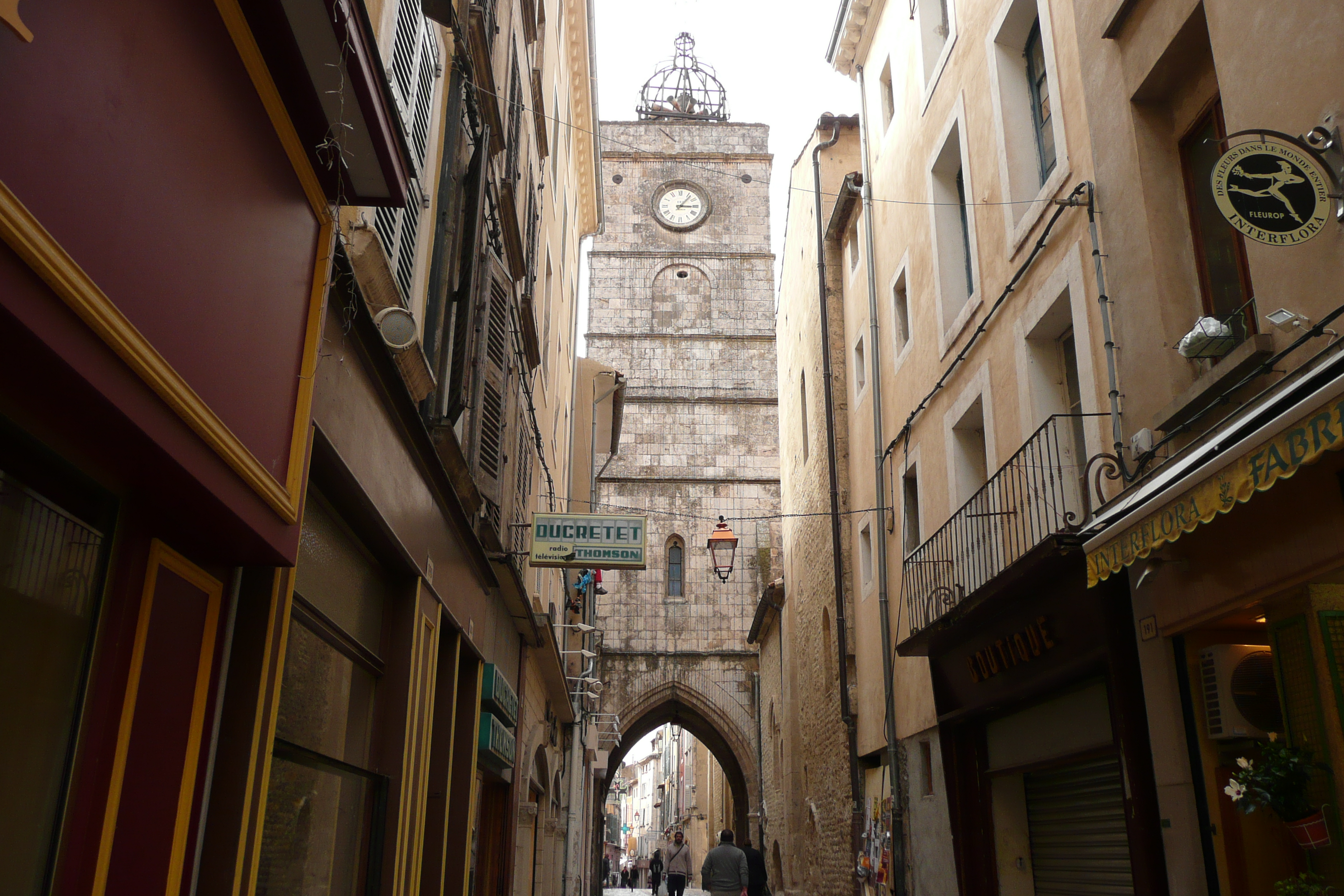
Вход в старый город
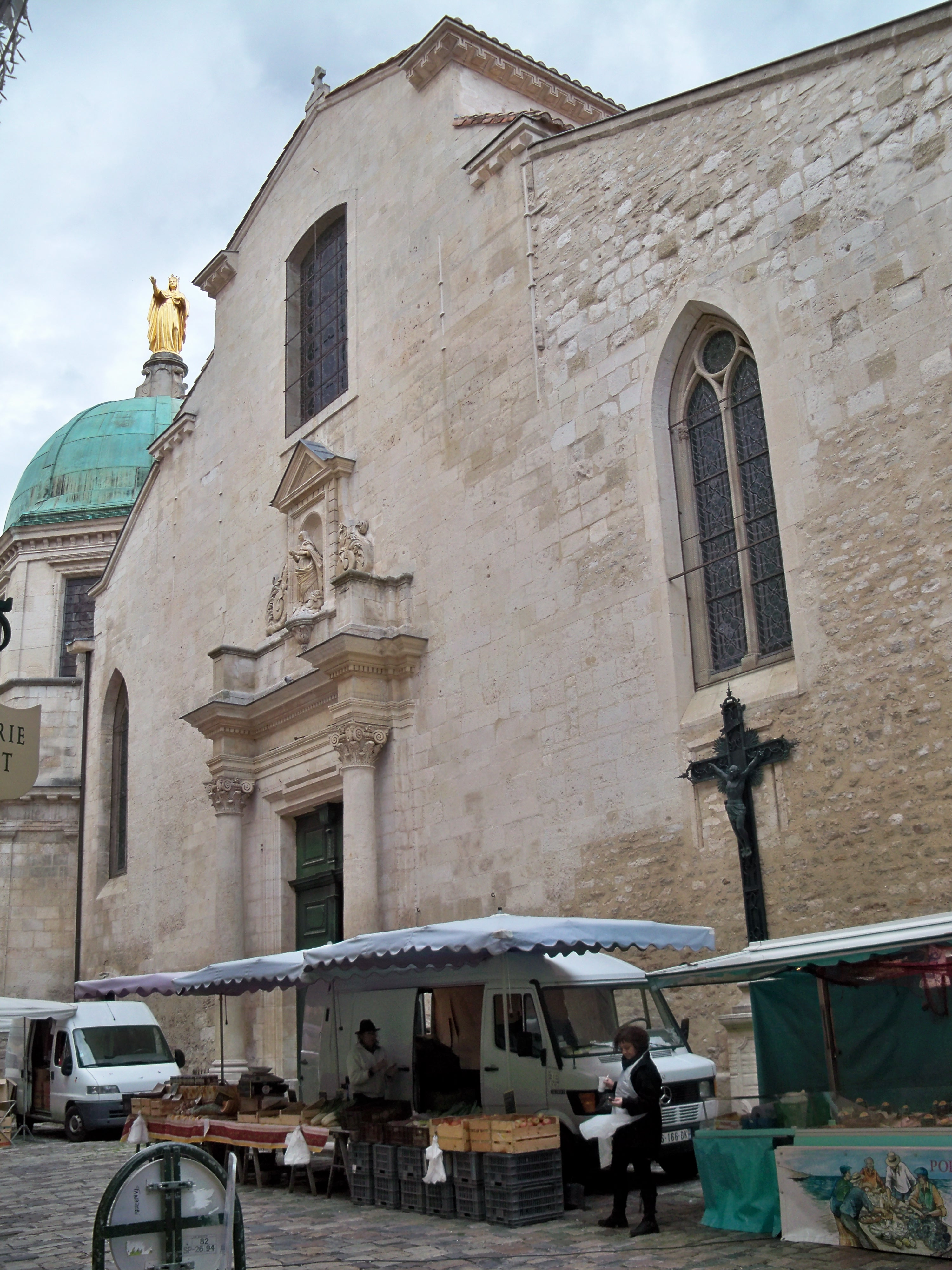
Собор Святой Анны

## Персоналии
- Эльзеар де Сабран ( 1285 — 1323) — святой Латинской церкви.